# Age of Speed Underworld
Age of Speed Underworld es un videojuego de carreras de 2015 desarrollado por Silent Bay Studios y publicado por Miniclip para navegador web. Es la tercera y última entrega de la serie Age of Speed.

## Sinopsis
La supervivencia de la humanidad se ha visto amenazada tras el impacto de un asteroide contra la Tierra. El pacífico planeta ha sido envenenado a través del núcleo de la Tierra con un elemento devastador conocido como Testalunium que se extiende por las tierras. Científicos de todo el mundo han creado el vehículo técnicamente más avanzado para que puedas correr hasta el centro de la Tierra para extraer el elemento. El tiempo es esencial a medida que aceleras a través de las líneas de defensa centrales de la Tierra. Los potenciadores y mejoras pueden ayudarte en tu misión de salvar a la humanidad.

## Jugabilidad
Age of Speed Underworld es un juego de carreras donde se conduce en un tubo bajo tierra. La tarea es recoger la energía suficiente. Sobre todo tener cuidado de no tropezar con obstáculos y pasar todas las entradas en su camino.